# Thomas Letsch
Thomas Letsch (Esslingen am Neckar, Alemania Occidental; 26 de agosto de 1968) es un entrenador de fútbol alemán. Actualmente dirige al Red Bull Salzburgo.

## Trayectoria
Comenzó su carrera como entrenador en el modesto VfB Oberesslingen/Zell en 1997.
En 2012 firmó contrato con el Red Bull Salzburgo para dirigir el equipo sub-16. Progresó en el equipo, y al año siguiente fue nombrado segundo entrenador del primer equipo. Fue entrenador interino del club en dos encuentros en diciembre de 2015. Dejó el club ese año y firmó con el FC Liefering.
El 26 de mayo de 2020 se anunció como director técnico del Vitesse Arnhem de la Eredivisie. Logró el cuarto lugar en la clasificación y jugar la final de la Copa de los Países Bajos que perdieron contra Ajax. 
En septiembre de 2022, dejó al equipo neerlandés y firmó con el VfL Bochum de la Bundesliga alemana.Después de que el club cayera al puesto N°15 en la temporada 2023-24, fue despedido el 8 de abril de 2024.
El 18 de diciembre de 2024, fue anunciado como entrenador del Red Bull Salzburgo hasta junio de 2027.

## Clubes
| Club                          | País         | Año           |
| ----------------------------- | ------------ | ------------- |
| VfB Oberesslingen/Zell        | Alemania     | 1997-2000     |
| Stuttgarter Kickers II        | Alemania     | 2001-2002     |
| FC Union Heilbronn            | Alemania     | 2003-2004     |
| SG Sonnenhof Großaspach       | Alemania     | 2008-2009     |
| Red Bull Salzburgo (Interino) | Austria      | 2015          |
| FC Liefering                  | Austria      | 2015-2017     |
| Erzgebirge Aue                | Alemania     | 2017          |
| Austria Viena                 | Austria      | 2018-2019     |
| Vitesse Arnhem                | Países Bajos | 2020-2022     |
| VfL Bochum                    | Alemania     | 2022-2024     |
| Red Bull Salzburgo            | Austria      | 2024-presente |